# Ridgecrest-Erdbeben 2019
Das Hauptbeben der Ridgecrest-Erdbeben ereignete sich am 6. Juli 2019 um 03:19:52 UTC in Ridgecrest im Südosten Kaliforniens. Es erreichte auf der Momenten-Magnituden-Skala eine Stärke von MW = 7,1 und auf der Mercalliskala wurde die Stufe IX (verwüstend) registriert. Das Epizentrum befand sich bei 35,766° nördlicher Breite und 117,605° westlicher Länge. Nach dem Hector-Mine-Erdbeben 1999 war es das kräftigste Erdbeben in Kalifornien.

## Hergang

Zeitlicher Verlauf der Bebensequenz in Ridgecrest

Die Ridgecrest-Erdbeben, Englisch 2019 Ridgecrest earthquakes (in der wissenschaftlichen Literatur auch als 2019 Ridgecrest earthquake sequence bezeichnet) waren eine Abfolge mehrerer Beben. Diese Folge begann am amerikanischen Nationalfeiertag den 4. Juli 2019 um 17:33:49 UTC mit einem Stoß der Stärke von MW = 6,4, dessen Epizentrum 12,1 Kilometer südwestlich von Searles Valley lag. Ihm war jedoch bereits um 17:02 UTC ein kleines Vorbeben der Magnitude MW = 4,0 10,9 Kilometer südwestlich von Searles Valley vorhergegangen. Der Stoß war von einer 16 Kilometer langen Seitenverschiebung am Rande des Death-Valley-Nationalparks verursacht worden. Das Erdreich beiderseits der Verschiebung wurde deformiert und in unmittelbarer Nähe entstanden Versätze von 15 bis 20 Zentimeter. Das Hypozentrum war 10,7 Kilometer tief. Die Erschütterungen hielten rund 30 Sekunden an. Unmittelbar betroffen von ihnen war Ridgecrest mit 28.000 Einwohnern. Sie wurden aber noch in einem wesentlich weiteren Umkreis verspürt – im Norden bis Sacramento, im Osten bis Phoenix und im Süden bis nach Baja California. In Mexicali und in Tijuana wurden sogar Evakuierungen vorgenommen.
Das Hauptbeben mit der Magnitude MW = 7,1 ereignete sich sodann am 5. Juli um 20:19 (PDT), bzw. am 6. Juli um 3:19 UTC in der Umgebung von Ridgecrest. Ihm war nur 3 Minuten zuvor ein kleines Vorbeben mit MW = 5,0 vorangegangen sowie noch am selben Abend mehr als 1400 Vorbeben, worunter das bedeutendste mit MW = 5,4 gemessen wurde. Dieses 5,4-Ereignis wurde in Fresno, in Laguna Hills inklusive Los Angeles und in Las Vegas registriert. Die Anzahl der Vorbeben war ungewöhnlich hoch, sie führten aber zu keinen weiteren Schäden. Das Hauptbeben löste tausende von kleineren Nachbeben aus – am Morgen des 7. Julis wurden bereits über 3000 gezählt. Geologen am United States Geological Survey schätzten die Anzahl der Nachbeben auf weitere 34.000 in den 6 Monaten nach dem Hautbeben.
Im darauffolgenden Jahr 2020 kam es am 3. Juni um 18:32 (PST) erneut zu einem Nachbeben knapp 18 Kilometer südlich von Searles Valley. Dieses Ereignis mit MW = 5,5 stellt somit das stärkste der Nachbeben dar.

### Seismologische Parameter
Auf der Mercalliscala erlangte das 6,4-Vorbeben eine Magnitude von VII (sehr stark) und war somit deutlich schwächer als das Hauptbeben mit der Magnitude IX (verwüstend). Seine Tiefenlage war aber mit 10,7 Kilometer bedeutender als das Hauptbeben mit 8,0 Kilometer (für das Hauptbeben herrscht Uneinigkeit, es wird auch ein sehr flacher Herd von nur 2 Kilometer angegeben). Dennoch blieben sämtliche Beben der Sequenz innerhalb der spröd brechenden Schizosphäre.
Beim Hauptbeben waren rund 46 Kilometer an der Oberfläche aufgerissen. Als Spitzenbeschleunigung wurden 0,48 g ermittelt, nahezu die Hälfte der Erdbeschleunigung.
Die Herdflächenlösung ergibt für das Vorbeben eine steilstehende, Nordost-Südwest-streichende, sinistrale Blattverschiebung (Streichen N 048 mit einem Einfallswinkel von nahezu 80° nach Nordwest oder auch bis zu 66° nach Südost), das Hauptbeben war jedoch eine hierzu konjugierte, senkrechtstehende, Südost-Nordwest-streichende dextrale Blattverschiebung (Streichen N 142 und Einfallswinkel von 81° nach Nordost). Das Hauptbeben hatte sich an einer Abfolge von dextralen und links-springenden (Englisch left-stepping) Verwerfungen ausgebreitet. Es endete im Nordwesten in einem dichten, so genannten Pferdeschwanz, und im Südosten in einem Dreier-Wedel.
Die statische Spannungsänderung der Vorbebenserie belief sich auf 0,07 Megapascal für die Scherspannung und die Coulombsche Spannung, die Normalspannung war leicht abgesunken. Mit dem Hauptbeben wuchsen Scher- und Coulombsche Spannung auf 0,13 MPa an und auch die Normalspannung erhöhte sich jetzt leicht auf 0,01 MPa. Dies verweist auf das Lösen der Verwerfung aus ihrer Einklemmung und die beginnende Rechtsverschiebung.

## Verursachte Schäden

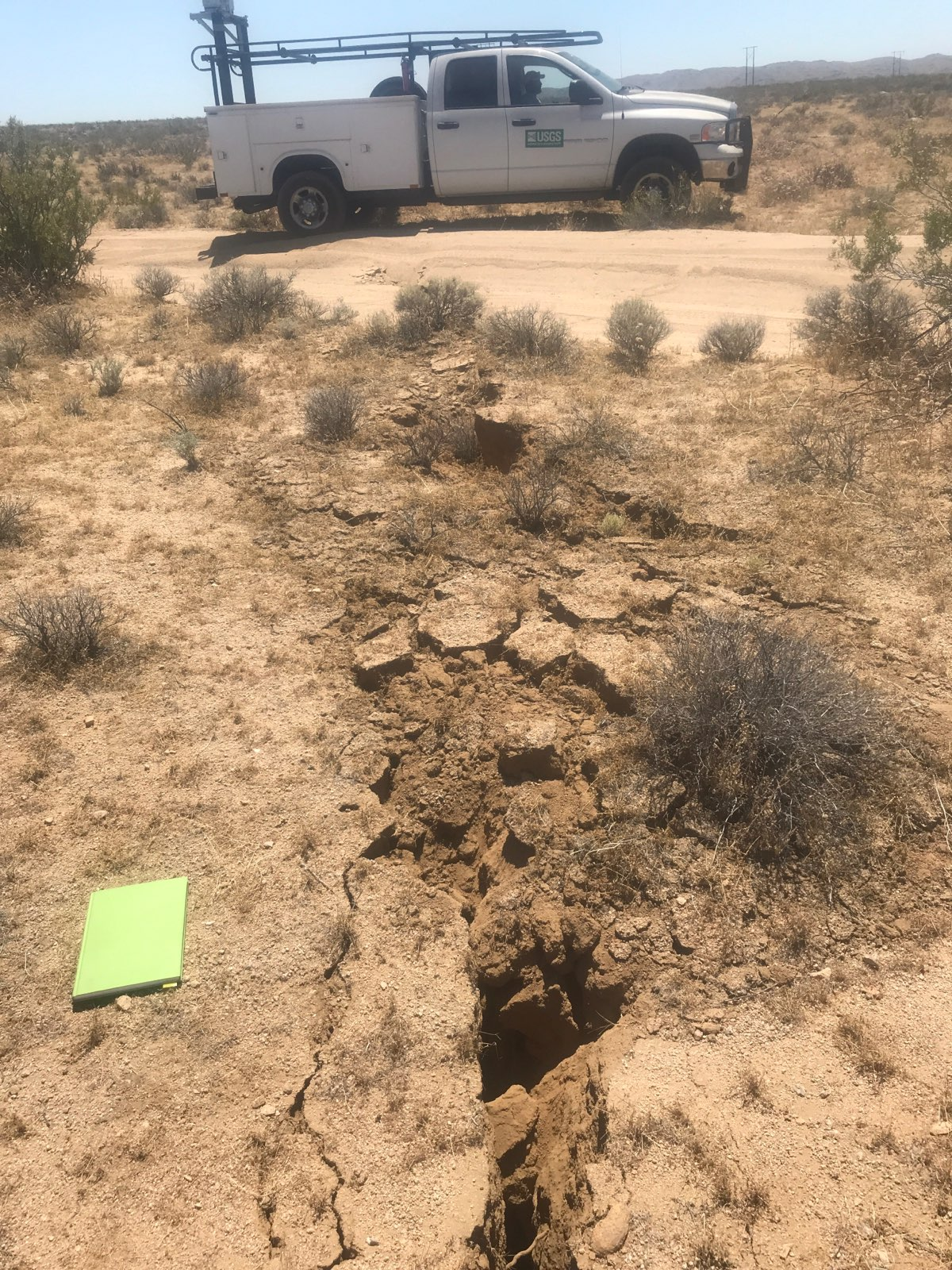
Oberflächenriss des Vorbebens bei Ridgecrest

### Vorbeben vom 4. Juli
In Ridgecrest waren Gebäudeschäden zu beklagen und es entstanden zwei Brände, von denen einer ein halbes Haus zerstörte. Ein Mobilheim wurde derart von seinem Fundament geschoben, dass es unbewohnbar wurde. Insgesamt waren 20 Verletzte zu verzeichnen, deren Verletzungen hauptsächlich von zerbrochenem Glas und herabfallenden Gegenständen verursacht worden waren. Einige Gasleitungen waren gebrochen, so dass Zulieferer ihren Dienst einstellen mussten. Geschäfte verzeichneten Verluste durch aus Regalen herabfallende Waren. Rettungskräfte hatten im Stadtgebiet auf mehr als 20 Vorfälle zu reagieren und eröffneten daher zwei Schutzeinrichtungen. Im Ridgecrest Regional Hospital mussten 15 Patienten verlegt werden, und auch in verschiedenen Apartmentblöcken musste evakuiert werden. Zu Stromausfällen kam es bei 6000 Einwohnern in Ridgecrest und bei 900 in Searles Valley. Entlang der California State Route 178 öffnete sich in der Nähe von Searles Valley ein 10 Zentimeter breiter Riss und Schutt bedeckte einen Abschnitt des U.S. Highway 395. In Trona wurden mehrere Gebäude beschädigt, Wasser- und Gasleitungen brachen und Stromleitungen gingen zu Boden. Felsstürze bedeckten mehrere Straßen in der Umgebung und blockierten Zugangswege in die Berge, unter anderem auch das Verbindungsstück der California State Route 178 zwischen Bakersfield und Lake Isabella. Selbst in Los Angeles ereigneten sich Stromausfälle, beispielsweise im Los Angeles Fashion District und in Granada Hills. Ein Mann starb in Pahrump, als er gerade zu Reparaturzwecken unter seinem Jeep lag und von diesem erdrückt wurde.

### Hauptbeben vom 5. Juli
Nach dem Hauptbeben brachen mehrere Brände aus und es gab in Ridgecrest und Trona 5 Verletzte. In Ridgecrest und im Kern County waren 3000 Menschen ohne Elektrizität. Trona wurde schwer getroffen, ganze Häuser wurden von ihren Fundamenten geschoben und Gas trat aus. Rund 50 Häuser waren beschädigt. Zahlreiche Felsstürze blockierten die Zugangsstraßen. Auch die Wasserversorgung lag darnieder. Erneut wurde vom California Department of Transportation die California State Route 178 gesperrt, nachdem sich weitere Risse und Massenbewegungen gebildet hatten.
Der Gesamtschaden der Ridgecrest-Erdbeben wird mit 5,3 Milliarden Dollar angegeben.

## Geodynamik

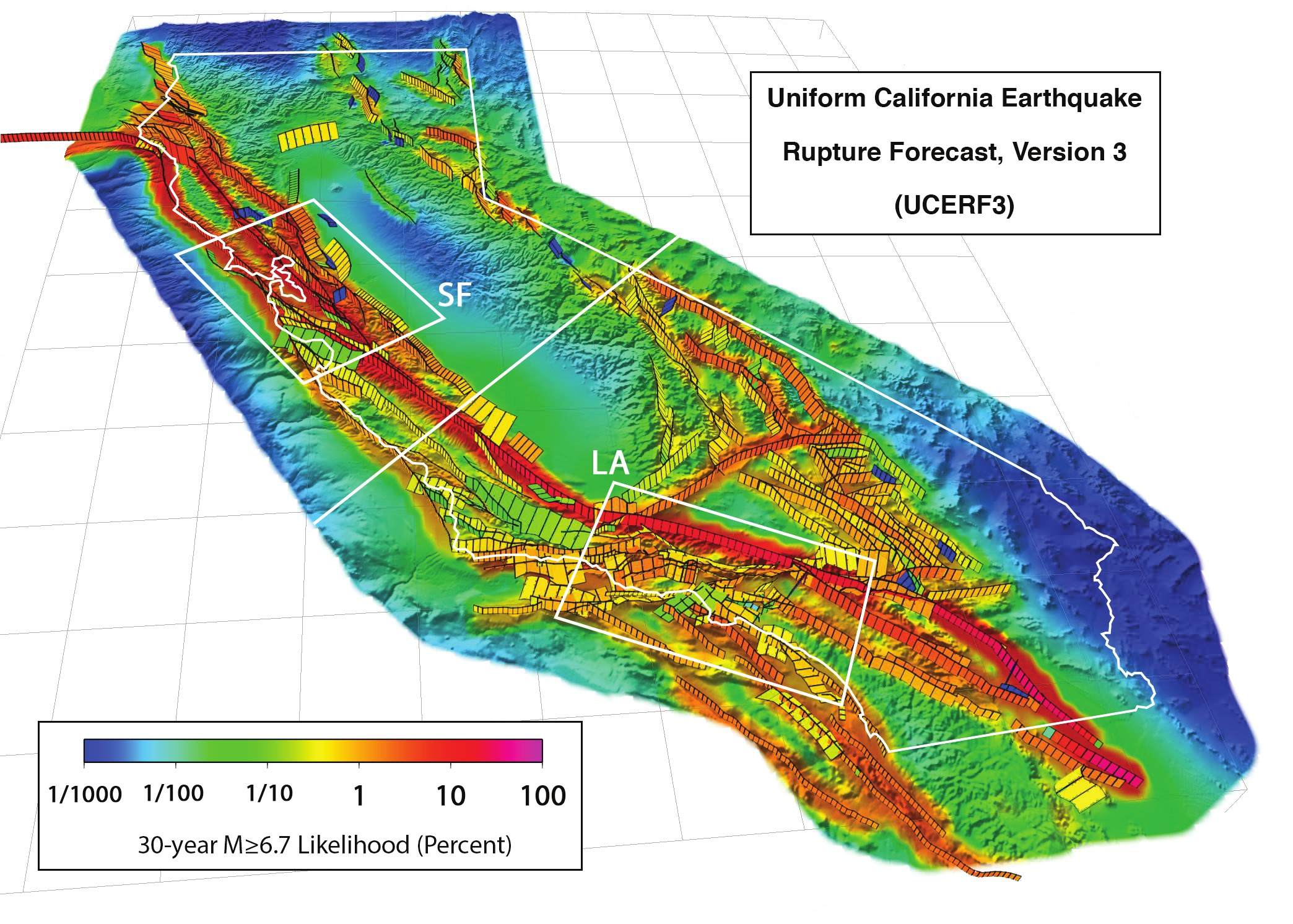
Erdbebenwahrscheinlichkeit in Kalifornien

### Genereller Überblick
Die Ridgecrest-Erdbeben sind im Zusammenhang mit der Eastern California Shear Zone (ECSZ) zu sehen – einer seismisch aktiven Region östlich des Südabschnitts der San-Andreas-Verwerfung. Die Scherzone durchquert die Mojave-Wüste und setzt sich aus mehreren, mehr oder weniger parallel verlaufenden, rechtssinnigen, Südost-Nordwest-streichenden Seitenverschiebungen zusammen. Sie wird sodann von der Garlock-Verwerfung abgeschnitten, die bogenförmig in anfangs nordöstlicher und dann in östlicher Richtung verläuft. Sie nimmt ihren Ausgang am Big Bend (große Krümmung) der San-Andreas-Verwerfung, zieht etwa 25 Kilometer südlich von Ridgecrest vorbei und endet an der Death-Valley-Verwerfung an der Grenze Nevadas. Nach Überqueren der Garlock-Verwerfung setzt sich die Eastern California Shear Zone entlang der Ostseite der Sierra Nevada weiter fort und trifft dann auf die Walker Lane – ebenfalls eine Scherzone, die sich nach Nordwesten an die Grenze Nevada/Kalifornien erstreckt. Der Deformationsgürtel der Walker Lane amortisiert 12 Millimeter pro Jahr an rechtssinniger, transtensiver Scherung zwischen dem Sierra Nevada–Great Valley Block (SNGV – auch Sierra-Mikroplatte) und Nordamerika mittels Südost-Nordwest-streichender Störungen. Zurzeit wird in etwa ein Viertel der Relativbewegungen der Pazifischen und der Nordamerikaplatte von der Eastern California Shear Zone und der Walker Lane akkommodiert. Es wird vermutet, dass die Scherbewegungen sich eines Tages zu einer neuen Transformstörung konsolidieren und dadurch die San-Andreas-Verwerfung in ihrer Funktion ablösen.
An der Ostseite der Sierra Nevada zieht die seitenverschiebende Owens-Valley-Verwerfung (OVF) durch das Owens Valley. An ihr ereignete sich das Owens-Valley-Erdbeben 1872 in der Nähe von Lone Pine, das immerhin die Stärke von MW = 7,5 erreichte. Die Verwerfung verläuft längs des U.S. Highway 395 nach Süden durch Bishop, Big Pine, Independence und Lone Pine, zum Nordende des Rose Valley und an die Nordwestecke des Naval Air Weapons Station China Lake, von wo sie leicht nach Ost umbiegt. Am Südende des Rose Valley liegt Little Lake. Von hier nimmt die Südost-streichende Little-Lake-Verwerfung ihren Ausgang und durchquert das Militärgelände. Hierbei handelt es sich um eine recht komplexe Verwerfungszone, an der sich die Ridgecrest-Erdbeben ereigneten. Die Oberflächenspur der Verwerfung zieht durch die Nordostecke von Ridgecrest, wegen des Einfallwinkels liegen die Epizentren des Jahres 2019 jedoch unterhalb des Militärgeländes. Die Little-Lake-Verwerfungszone setzt sich dann noch bis Searles Station an der Garlock-Verwerfung 25 Kilometer südöstlich von Ridgecrest fort. Die Little-Lake-Verwerfung wurde als ein Seitenzweig (Englisch splay) der Sierra Nevada Frontal Fault (SNFF) interpretiert, welche sich durch das Herausheben der Sierra Nevada gebildet hatte. Womöglich nimmt sie aber auch einen Teilbetrag der rechtssinnigen Seitenverschiebungen an der Eastern California Shear Zone auf und bildet zusammen mit der Airport-Lake-Verwerfung eine Terrangrenze. Die Airport-Lake-Verwerfung läuft weiter östlich neben der Little-Lake-Verwerfung her, zeigt aber Nord-Süd-Streichen.
Die Ost-streichende, linksverschiebende Garlock-Verwerfung südlich von Ridgecrest gehört mit zu den am längsten aktiven Verwerfungen in Kalifornien und markiert Terrane mit unterschiedlichem Deformationsstil. Sie gilt als etwas rätselhaft, da sie keine der aktiven Südost-Nordwest-streichenden Verwerfungen der Eastern California Shear Zone versetzt noch von diesen selber versetzt wird. Als Beispiel möge die Little-Lake-Verwerfung herangezogen werden. Obwohl sie sich auf einer Linie mit der Blackwater-Verwerfung und ihrer südlichen Fortsetzung der Calico-Verwerfung befindet und daher eine Verknüpfung stark angenommen wird (selbst die Nachbeben des Landers-Erdbebens 1992 entlang den genannten Verwerfungen lassen eine strukturelle Kontinuität vermuten), so endet sie anhand der Oberflächengeologie dennoch ein paar Kilometer vor Erreichen der Garlock-Verwerfung. Die Fragen nach dem Nichtversatz der Garlock-Verwerfung oder nach der Verformungsbertragung durch die Garlock-Verwerfung hindurch oder über sie hinweg bleiben nach wie vor unbeantwortet.
Geodätische Messungen an der Garlock-Verwerfung zeigen, dass ihre Versetzungsgeschwindigkeit gegenwärtig nur die Hälfte der geschätzten Langzeitsrate ausmacht. Es ist daher denkbar, dass die Verwerfung eventuell am Ende ihres Erdbebenzyklus angekommen ist.
Parallel zur Garlock-Verwerfung verläuft das Scodie-Lineament, eine mikroseismisch aktive Zone. Ausgehend vom Walker Pass westlich von Ridgecrest zieht es nach Südwesten und geht dann in die White-Wolf-Verwerfung über, an welcher sich südlich von Bakersfield im Jahr 1952 das Kern-County-Erdbeben ereignete. Das Wesen der angetroffenen Seismizität deutet auf eine frühe Entwicklungsstufe einer Seitenverschiebung hin, noch ehe sich die vereinzelten Brüche in der Scherzone zu einer zusammenhängenden Struktur verbinden konnten.

### Neuere Untersuchungen

Lagekarte der einzelnen Beben bei Ridgecrest. Deutlich zu erkennen das orthogonal sich überkreuzende Muster der Bebenherde.

Herausragendes Merkmal der Erdbebensequenz von Ridgecrest ist die Bruchabfolge an nahezu orthogonal (d. h. rechtwinklig) sich überkreuzenden Verwerfungen. Involviert waren hierbei die Südost-Nordwest-streichende, vorwiegend rechtsverschiebende Paxton Ranch Fault (als Teil der Little-Lake-Verwerfung), an der sich das Hauptbeben ereignete, und die Nordost-Südwest-streichende, vorwiegend linksverschiebende Salt Wells Valley Fault mit dem Vorbeben. Die Bruchlinie des Vorbebens war 18 Kilometer lang mit einem mittleren sinistralen Seitenversatz von 0,3 bis 0,5 Meter und einem Maximalversatz von 0,7 bis 1,6 Meter. Beim wesentlich stärkeren Hauptbeben war die dextrale Oberflächenruptur um die 50 Kilometer lang, mit einem mittleren Seitenversatz von 1,2 bis 1,7 Meter und einem Maximalbetrag von 4,3 bis 7,0 Meter. Der Maximalbetrag wurde auf einem 12 Kilometer langen Teilstück in Nähe des Epizentrums erzielt. Der maximale Höhenversatz wurde dort mit 3,7 Meter angegeben. Beide orthogonale Richtungen sind durch das rund 150 Millionen Jahre alte Grundgebirge vorgezeichnet und werden jetzt möglicherweise wieder reaktiviert.
Erdbeben an sich überkreuzenden Verwerfungen sind nicht total ungewöhnlich und es sind einige Beispiele dokumentiert. In Kalifornien sind dies die Superstition-Hills-Erdbeben 1987, das Big-Bear-Erdbeben 1992 und das Landers-Erdbeben 1992. Weitere Beispiele sind das Darfield-Erdbeben von 2010 in Neuseeland, die Erdbebensequenz der Jahre 2010 bis 2011 in Rigan im Iran und das riesige Erdbeben vor Sumatra 2012.

## Geologie

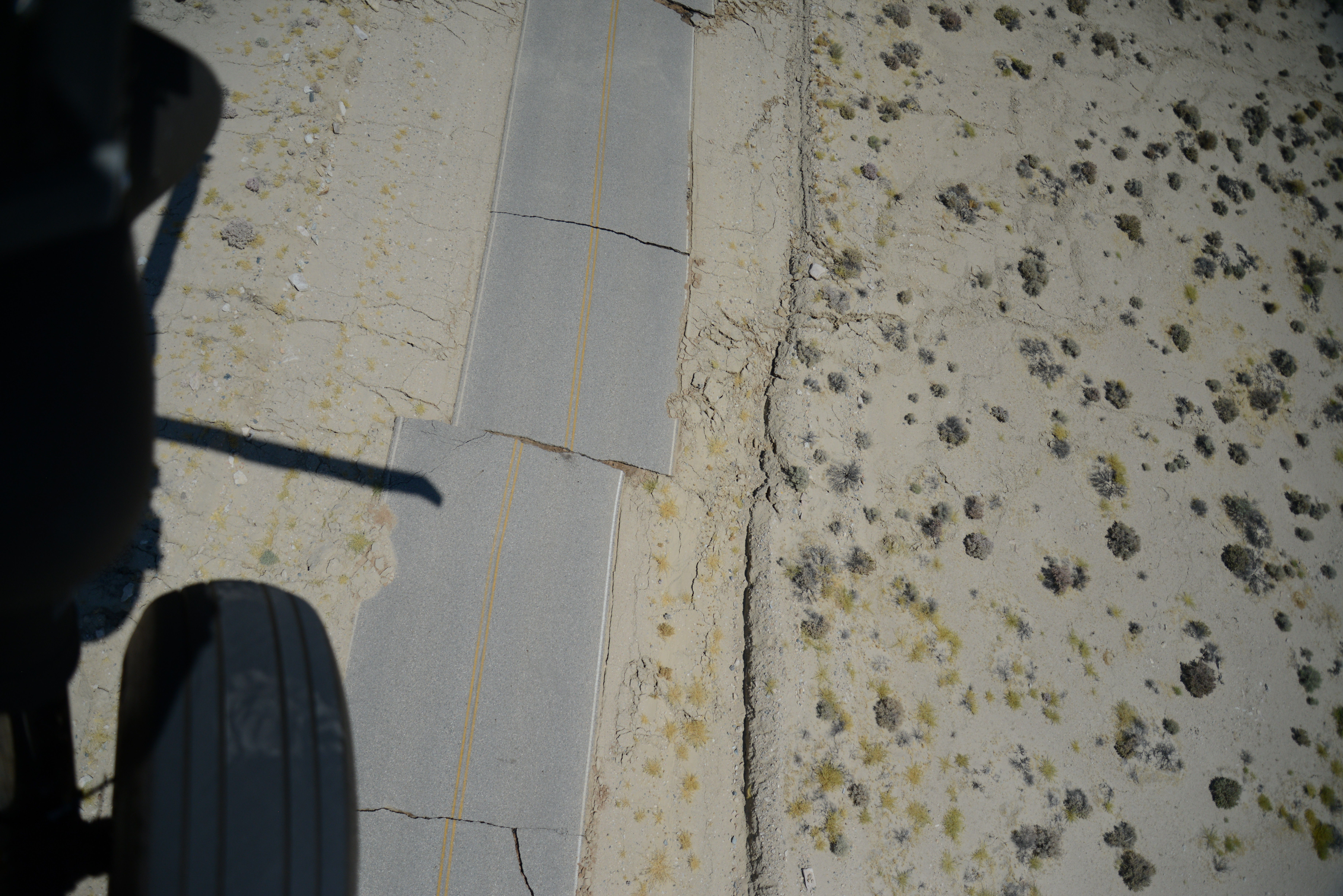
Rechtssinnig versetzte Straße innerhalb des Militärgeländes mit einem Versatz bis zu 1,50 Meter

### Auswirkungen
Geologische Auswirkungen der Ridgecrest-Erdbeben waren neben der beeindruckenden Erdbebennarbe seitenversetzte Straßen mit Aufpressungen und Absenkungen, verbogene Bahngleise, verbogene und geborstene Wasserleitungen aus Beton, Einsturzschäden an den nahegelegenen Trona Pinnacles sowie Gesteinsbrocken, die aus ihrem Widerlager herauskatapultiert wurden oder sich zumindest in diesem bewegt hatten. Es kam außerdem stellenweise zu Bodenverflüssigung mit Sandvulkanen.

### Verlauf
Die Paxton Ranch Fault als Teil der Little-Lake-Verwerfung beginnt im Nordwesten in etwa 1 Kilometer mächtigem Alluvium des Indian Wells Valley am Ostfuß der White Hills. Diese ragen an die Scodie Mountains heran, welche bereits zur Sierra Nevada gehören. Geologisch sind die White Hills als Südende der vulkanischen Coso Range anzusehen. Sie weisen Basaltflüsse auf, die zwischen 300.000 und 60.000 Jahren alt sind.
Die Verwerfung durchquert sodann das China Lake Basin, ein jungpleistozänes Alluvialbecken mit bis zu 2 Kilometer an Sedimentfüllung. Die Verwerfung erreicht hier auf 12 Kilometer ihren maximalen Seitenversatz. Bei den ältesten datierten Sedimenten im Alluvialbecken handelt es sich um Schwemmkegel mit Grobschutt, welche vor 62.000 Jahren abgelagert wurden. Zugegen sind neben Schwemmkegeln ferner kolluviale Hangsedimente, Seesedimente mit Strandlinien und Hohlkehlen, Playas und so genannte Playettes, Deltaablagerungen, Fluss- und Flussterrassensedimente mit Mäander- und Zopfstromablagerungen, sowie äolische Ablagerungen mit Dünen und Schichtsandpaketen, welche bereits von Vegetation bestanden sein können. Die Hauptmasse der Sedimente im Becken ist nicht älter als 15.000 Jahre, wovon knapp die Hälfte jünger als 6.200 Jahre ist. Die Playasedimente gehen 4.200 Jahre zurück und werden bei Hochwassern auch heute noch gebildet.
Nach Durchqueren eines aus 148 Millionen Jahre alten (Oberjura) Graniten aufgebauten Südwestausläufers der Argus Range tritt sie in das Alluvium des Salt Wells Valleys ein. Vor Erreichen des Alluviums entlang der Garlock-Verwerfung stellen sich noch die Spangler Hills in den Weg, die geologisch zur Argus Range zu rechnen sind.
Die Salt Wells Valley Fault beginnt im Süden der Argus Range und durchstreicht dann die Alluvialfüllung des Salt Wells Valleys in Südwestrichtung. Sie endet etwa 8 Kilometer südöstlich von Ridgecrest.
Von großer Bedeutung sind jetzt 147 bis 145 Millionen Jahre alte, mafische Ganggesteine, die zum Independence Dike Swarm gerechnet werden. Sie durchschwärmen in einem total dichten, engmaschigen Netz die oberjurassischen Granite der Argus Range, ihren Südwestausläufer und die Spangler Hills in Südost-Nordwest-Richtung. Sie laufen direkt parallel zur Paxton Ranch Fault des Hauptbebens und es wird daher vermutet, dass sie sehr wahrscheinlich den Bruch im Untergrund vorzeichneten.

## Zusammenfassung
Wie auch bei anderen südkalifornischen Erdbeben ereignete sich die Ridgecrest-Erdbebensequenz nicht an einer einzelnen wohldefinierten und bereits vorher erkennbaren Verwerfung. Das Hauptbeben teilte mit vorangegangenen Beben bestimmte Charaktermerkmale. So erfolgte der Hauptbruch an gestaffelten (Englisch en echelon) Verwerfungen und der Nebenbruch manifestierte westwärts-springendes Verhalten von Süd nach Nord. Geodätische Untersuchungen zeigen, dass der Oberflächenriss des Vorbebens vom Oberflächenriss des folgenden Hauptbebens gequert wird und die beiden Verwerfungen sich somit in einem nahezu rechten Winkel miteinander schneiden. Diese sich überkreuzende Geometrie induzierte eine Abänderung des Spannungszustandes – dergestalt, dass die Vorbebenserie den rechtseitigen Versatz im Hypozentrum des Hauptbebens erleichterte. Dies legt nahe, dass statische Spannungsänderungen eine wichtige Rolle bei der Entstehung von sich überkreuzenden Verwerfungsbrüchen spielen. Die Ergebnisse des iranischen Beispiels der Jahre 2010/2011 scheinen dies zu bestätigen.
Darüber hinaus induzierte das Hauptbeben auf einer Entfernung von 20 bis 25 Kilometer Oberflächenkriechen in der Garlock-Verwerfung. Das Gebiet des Oberflächenkriechens korreliert sehr gut mit vermuteten positiven Spannungsänderungen, und insbesondere mit einer abgewandelten Normalspannung. Dies wiederum deutet darauf hin, dass statische Spannungsänderungen im Verlauf der Ridgecrest-Erdbebensequenz an nahegelegenen Verwerfungen durchaus auch Versätze auslösten.
Abschließend sei noch kurz die Thematik der nicht-verwerfungsgebundenen Deformation (Englisch Off-fault deformation – OFD) angesprochen. Die Deformation außerhalb der eigentlichen Bruchlinie erfolgt an kleinen sekundären Verwerfungen und durch Kriechbewegungen des gesamten umliegenden Gesteinspakets. In ihrer Studie aus dem Jahr 2021 schätzen Bryan D. Gold und Kollegen anhand von Radarinterferometrie den Anteil der nicht-verwerfungsgebundenen Deformation beim Vorbeben auf immerhin 59 Prozent, beim Hauptbeben auf 35 Prozent. Dieser recht hohe Anteil von OFD lässt bei den Ridgecrest-Erdbeben auf sehr unausgereifte (Englisch immature) Verwerfungssysteme schließen.
Eine Reaktivierung der Strukturen des Grundgebirges ist natürlich ebenfalls zu berücksichtigen.
Insgesamt handelt es sich bei den Ridgecrest-Erdbeben um hochkomplexe Vorgänge, die einmal mehr unsere versimplifizierenden Vorstellungen von Erdbeben gebrochen haben dürften (Stichworte: Wechselwirkung mit dem Grundgebirge, Einfluss der Sedimentfüllung, bereits vorhandene, komplizierte Störungsmuster und Ausmaß des inelastischen Deformationsanteils).